# Iglesias de los dos concilios
Las Iglesias de los dos concilios forman una rama de la familia de las Iglesias ortodoxas orientales en el seno del cristianismo oriental. Nacieron del rechazo de las conclusiones del concilio de Éfeso del año 431; por lo que han sido calificadas, a veces, de «nestorianas».

## Definición

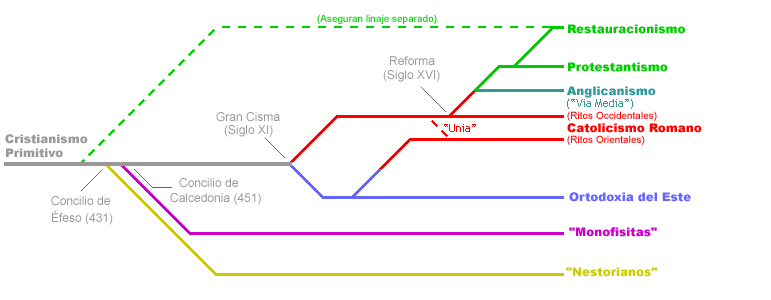
Evolución del cristianismo.

Estas Iglesias se definen por los concilios ecuménicos que reconocen, a saber los dos primeros:
1. 325 : Primer concilio de Nicea llamado el concilio de los cinco Patriarcados, condena el Gnosticismo y el arrianismeo (doctrina de Arrio). Adopción del Símbolo de Nicea. Adopción de la consubstancialidad del Padre y del Hijo. Fijación de la fecha de Pascua. Adopción del orden de las sedes patriarcales Roma, Alejandría, Antioquía y Jerusalén.
2. 381 : Primer concilio de Constantinopla contra la negación de la divinidad del Espíritu Santo y contra los Arrianos. Adopciones de la consubstancialidad del Espíritu Santo con el Padre y el Hijo, del Símbolo de Nicea Constantinopla. Atribuyó el 2.º puesto en el rango a la sede patriarcal de Constantinopla, relegando Alejandría al tercer puesto.

Se separaron del cristianismo mayoritario durante el tercero concilio, el de Éfeso (431), que proclamó a María madre de Dios y condenó a Nestorius, proclamando la unidad de persona en Jesucristo y adoptó el Símbolo de Éfeso en el año 433.

## Nombres
Las Iglesias de los dos concilios han sido generalmente calificadas por error de  « nestorianas ». Se conocen también por el nombre de «Iglesias no-efesias» o de « Iglesias Pre-efesias».

## Las diferentes Iglesias
Las Iglesias que hoy forman el conjunto de Iglesias de los dos concilios» están ligadas históricamente con la antigua Iglesia del Oriente:
- la Iglesia apostólica asiria del Oriente;
  - la Iglesia siria caldea (o malabar ortodoxa).
- la Antigua Iglesia del Oriente.

## Relaciones con las otras Iglesias
- Diálogo entre las Iglesias de tradición siriaca
- Diálogo entre las Iglesias ortodoxas orientales y la Iglesia apostólica asiria del Oriente
- Diálogo entre la Iglesia católica y la Iglesia apostólica asiria del Oriente